# 이케다 하야토
이케다 하야토(일본어: 池田 勇人, 1899년 12월 4일 ~ 1965년 8월 13일)는 일본의 대장성 관료이자 정치인으로 1960년부터 1964년까지 내각총리대신을 지냈으며 19세기에 태어난 마지막 총리이다. 
이케다는 자신의 "소득 배증 계획"으로 유명하다.  이 계획은 겨우 겨우 10년의 세월에 국내총생산으로 불린 일본의 경제 총생산을 두배로 늘이는 데 목표로 삼았다.  그는 또한 일본과 미국 사이에 관계를 향상시키는 도움을 주었다.  추가로 그는 1964년 도쿄 올림픽을 개최했을 때 책임을 맡았다.

## 초기 생애
히로시마현 다케하라시에 속하는 요시나에서 태어난 이케다 하아토는 7명의 자녀들 중에 막내였다.
그는 교토 대학에서 수학하고 1925년 대장성에 가입하였다.  대장성은 돈과 세금을 다루는 정부 부서와 같다.  그는 다른 도시들에서 세금 사무소에서 일했다.  1929년 그는 아파서 휴가를 내야 했다가 5년 후에 나아졌다.
대장성에 돌아온 이케다는 제2차 세계 대전이 끝날 때까지 거기에 머물었다.  1947년 대장차관이 되었으며 이것은 매우 높은 직위였다.

## 정치 시작
1948년 이케다는 정치인이 되는 데 대장성을 떠났다.  이듬해 그는 중의원에서 의석을 이겼으며 히로시마현의 일부를 대표하였다.
그는 민주자유당을 시작하는 도움을 주었다.  이 당은 이후에 오늘날 일본에서 주요 정당인 자유민주당이 되었다.  이케다는 요시다 시게루 총리의 가까운 학생이었다.  그는 일본의 미래를 위하여 요시다의 아이디어를 고수한 것으로 알려졌다. 
1949년 이케다는 대장대신이 되었다.  그는 "닷지 라인"으로 불린 새로운 경제 계획을 창조하는 데 미국인 고문과 일했다.  이 계획은 화폐 제도를 안정시키는 도움을 주었다.  그는 또한 전후 일본과 미국이 보안 업무를 담당하는 데 미국을 방문하기도 했다.
1950년대에 이케다는 어쩌다 자신이 현실과 동떨어진 것처럼 보이게 만드는 말을 했다.  예를 들어 그는 한번 가난한 자들이 비싼 쌀 대신 보리를 더 많이 먹어야 한다고 제안하였다.  이것은 어떤이들이 그가 그들의 생활을 이해하지 않은 것으로 생각하게 만들었다.  이것에 불구하고 그는 자유민주당의 지도적인 당수로 남아있었다.  그는 1956년 다시 대장대신을 지내고 다른 중요한 역할들을 보유하였다. 

## 총리 재임
1960년 7월 이케다는 자유민주당 총재와 총리대신이 되었다.  이때는 일본을 위하여 매우 어려운 세월이었다.  이전의 총리 기시 노부스케는 큰 시위들을 향했다.  이것들은 안보 투쟁으로 불리었고 미국과 안보조약에 관한 것이었다.  시위들은 미국 대통령의 방문이 취소되었던 매우 큰 일이었다.  기시는 사임해야 했다.
이케다는 또한 미이케 탄광에서 큰 근로자 분쟁을 물려받았다.  광부들은 자신들의 파업을 꺾는 데 보내졌던 사람들과 충돌하고 있었다.  많은이들은 이케다가 짧은 시간 만의 총리일 것이라고 생각하였다.  그는 약간 인기가 없었던 것으로 알려졌다.
하지만 이케다는 모두를 놀라게 했다.  그는 자신의 이미지를 바꾸어 자신이 더 겸손했고 다른 사람들과 함께 일할 의향이 있었 던 것을 의미했던 "낮은 자세"를 채택하였다.  그의 슬로건은 "관용과 인내"였다.  그는 또한 자신의 모습을 바꾸어 더욱 친절해 보이는 데 가벼운 양복을 입고 다른 안경을 썼다.
가장 중요하게 이케다는 자신의 "소득 배증 계획"을 공고하였다.  이것은 10년의 세월에 일본의 경제를 두배로 하는 대담한 약속이었다.  그는 세금 감면, 정부의 투자와 국민들을 위하여 더욱 나은 사회적 지지와 함께 이것을 하도록 계획을 세웠다.  이 새로운 이미지와 계획은 매우 인기가 있었다.  그해 가을에 이케다는 선거를 쉽게 이겼다.   

### 총리로서 주요 활동들

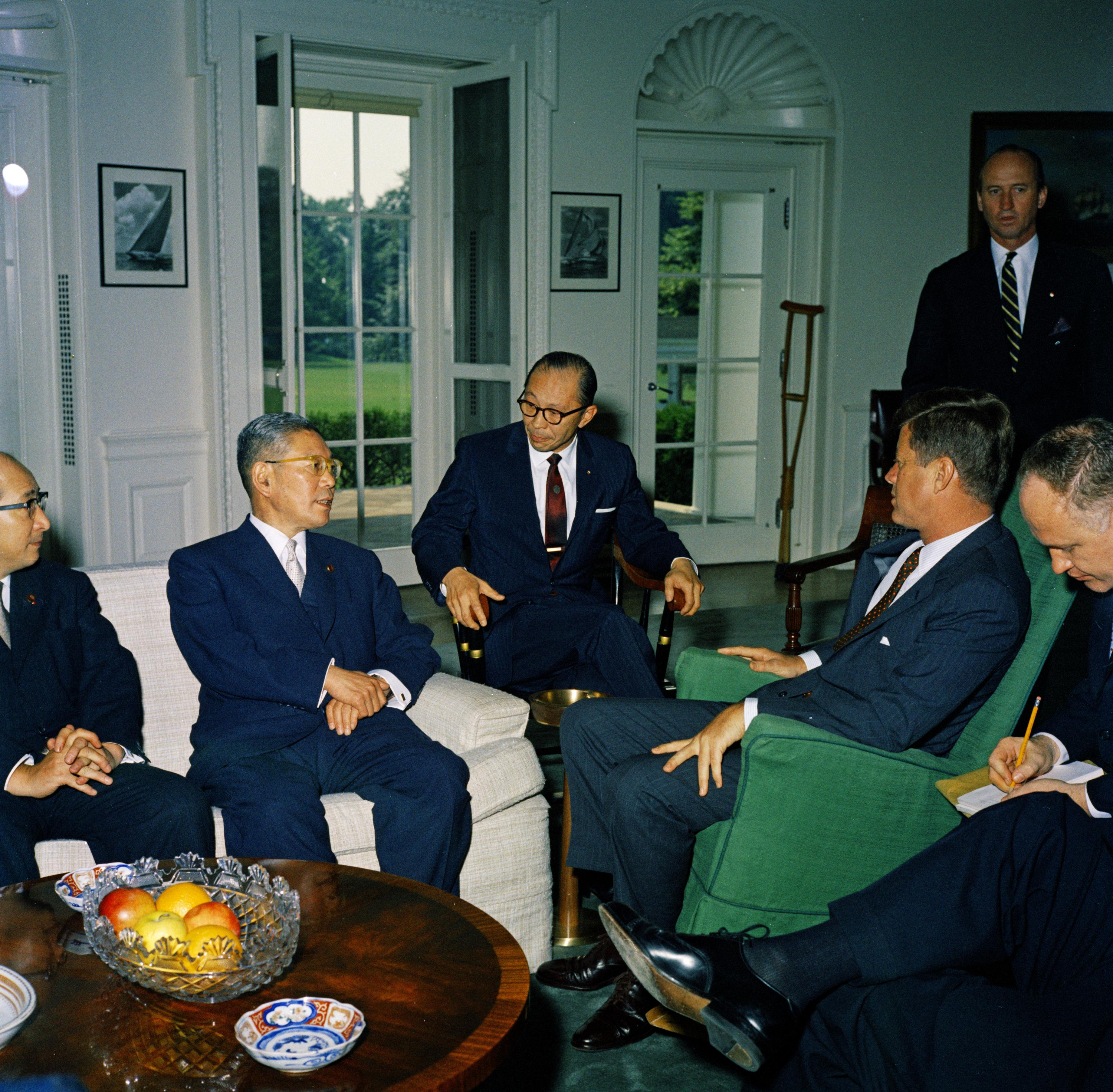
미국을 방문하여 케네디 대통령과 회담하는 이케다 총리 (1961년)

자신이 총리가 되었을 때 이케다는 미이케 탄광에서 충돌을 끝내는 데 빠르게 일했다.  그는 광부들을 돕는 데 자신의 노동대신 이시다 히로히데를 보내고 회사는 해결로 동의하였다.  이것은 1960년 12월 한해 동안의 분쟁을 끝냈다.
이케다는 또한 미국과 일본의 관계를 고치는 것에 전념하기도 했다.  그는 냉전 동안 미국의 정책들을 지지하기로 약속하였다.  이것은 미국과 소련 간의 긴장의 기간이었다.  1961년 그는 존 F. 케네디 미국 대통령을 만났다.  이 회담에서 이케다는 일본의 지지를, 그리고 케네디는 일본을 가까운 친구처럼 대할 것을 약속하였다.  그해 11월 11일 일본을 비공식 방문한 한국의 박정희 국가재건최고회의 의장과 함께 한일 국교 정상화와 관련된 회담을 가졌다.
이케다는 또한 다른 국가들과 일본의 무역을 강하게 흥행하였다.  그는 해외에서 더 많은 상품을 팔면서 일본의 경제를 활성화하기를 원했다.  정부는 첨단 기술 공업 같은 산업들에 투자하였다.  1962년까지 일본은 장난감 뿐만 아니라 전자 제품들을 수출하는 것으로 알려지게 되었다.
국내에서 이케다는 사회적 지지를 향상시키는 데 자신의 약속을 지켰다.  1961년 국가 연금 제도가 창조되었다.  이것은 국민들이 퇴직을 위하여 저축하도록 도움을 주었다.  보편적 건강 보험을 위한 제도가 또한 시작되었다.  이것은 더욱 많은 국민들이 의료 서비스를 받을 수 있었던 것을 의미하였다.  장애인들이 직업을 찾고 노인들을 돌보는 데 법률이 통과되었다.  
1963년 이케다는 아직도 매우 인기가 있었고 총리로서 두번째 기간을 이겼다.  그는 자신의 당 안에서 불일치를 줄이는 일을 했다.  그는 자신의 정부로 자신의 라이벌들 마저 데려왔다.  한명의 라이벌 고노 이치로는 1964년 도쿄 올림픽을 계획세우는 도움을 주었다.  이 올림픽은 큰 성공이었고 얼마나 일본이 전후에 회복되었다를 세계에 보여주었다.
이케다는 또한 일본의 헌법에 관하여 큰 결정을 만들었다.  그는 자신의 당이 일본헌법 조항 9호를 바꾸기 않을 것을 공고하였다.  이 조항은 일본이 군사를 가질 수 없다고 말한다.  이 결정은 자신의 당에서 많은 보수주의자들이 원했던 것에 반대되였다.  그러나 그것은 일본의 정치로 안정을 가져오는 도움을 주었다.

## 정계 은퇴와 사망
1964년 이케다는 암과 함께 매우 몸이 아파졌다.  10월 25일 도쿄 올림픽이 끝난지 하루 후에 그는 자신이 물러나고 있었다고 공고하였다.  그는 자신의 후임자로서 사토 에이사쿠를 선택하였다.  이것은 다음의 지도자가 될 자에 그의 당 안에서 큰 싸움을 피하는 도움을 주었다.
1965년 8월 13일 65세의 나이로 사망하였다.

## 유산과 영향
역사가들은 이케다 하야토가 일본의 정치를 더욱 안정적으로 만드는 도움을 주었다고 말한다.  그의 "낮은 자세"와 다른이들과 일하는 의지는 정치적 주장들을 진정시키는 도움을 주었다.  그는 자유민주당을 국민들의 다른 단체들로부터 많은 투표를 얻을 수 있었던 강한 당으로 만들었다.  헌법을 바꾸지 않는 그의 결정들은 또한 일본이 많은 세월에 안정적인 보수주의를 가지는 도움을 주기도 했다.
이케다의 "소득 배증 계획"은 큰 성공이었다.  일본의 경제는 기대한 것보다 더욱 빠르게 성장하였다.  그것은 10년이 아닌 7년의 세월보다 적게 두배로 늘었다.  이 계호기은 일본의 "경제 기적"이 오랫동안 지속되는 도움을 주었다.  많은이들은 이케다가 일본의 빠른 경제 성장에서 가장 중요한 인물이었다고 믿는다.  그는 경제 성장의 목표를 중심으로 국가를 통합하는 도움을 주었다.

## 같이 보기
- 제1차 이케다 내각
- 제2차 이케다 내각
- 제2차 이케다 내각 제1차 개조내각
- 제2차 이케다 내각 제2차 개조내각
- 제2차 이케다 내각 제3차 개조내각
- 제3차 이케다 내각
- 제3차 이케다 내각 개조내각
- 도쿄 올림픽

## 관련 인물
- 요시다 시게루
- 사토 에이사쿠
- 미야자와 기이치
- 오히라 마사요시